# セントクレスピン
セントクレスピン（Saint Crespin、1956年 - 不明）はフランスの競走馬、種牡馬。1959年の凱旋門賞を制し、種牡馬としてはタイテエムやエリモジョージを輩出した。
半兄にダービーステークスやキングジョージ6世&クイーンエリザベスステークスなどを制したTulyarがいる。

## 経歴

### 競走馬時代
1959年の凱旋門賞馬として知られる。エクリプスステークス、凱旋門賞時の騎乗騎手はジョージ・ムーアであり、凱旋門賞は、Midnight Sunとの1着同着だったが、のちにMidnight Sunが進路妨害により2着降着となったことにより、単独の優勝となった。1960年頃に競走馬を引退した。

### 種牡馬時代
1960年にアイルランドで種牡馬入りするとイギリスオークス、アイリッシュオークスを制したAltesse Royale（日本に種牡馬として輸入され活躍したマグニテュードの母）を筆頭に牝馬中心に多数活躍馬を輩出。1971年に日本に輸入されると豊富なスタミナを伝え、天皇賞（春）優勝馬を2頭も出し、一躍人気種牡馬となった。
老齢もあり1981年に用途変更、種牡馬を引退。その後は屠殺され食肉となったとされている。凱旋門賞優勝馬であり、日本でも種牡馬として成功を収めた馬であったが悲惨な末路となった。

## 年度別競走成績
※当時グレード制なし
- 1958年（1戦1勝）
  - インペリアルプロデュースステークス
- 1959年（5戦3勝）
  - エクリプスステークス、凱旋門賞、ギシュ賞

## 主な産駒

### 日本国外調教馬
- Altesse Royale - 英1000ギニー、英オークス、愛オークス（種牡馬マグニテュードの母）
- Casaque Grise - ヴェルメイユ賞

### 日本国内調教馬
太字は勝利した八大競走。
- 1969年産
  - タイテエム（天皇賞・春、菊花賞2着、東京優駿3着、スプリングステークス、京都新聞杯、神戸新聞杯、マイラーズカップ）
- 1972年産
  - エリモジョージ（天皇賞（春）、宝塚記念、京都記念2回、鳴尾記念、函館記念、シンザン記念）
- 1974年産
  - アイノクレスピン（神戸新聞杯、オークス2着）
  - ヤマニンゴロー（高松宮杯）
- 1978年産
  - スーパーファスト（クイーンステークス）

### ブルードメアサイアーとしての主な産駒
- 1975年産
  - マグニテュード（父ミルリーフ、輸入種牡馬、6戦未勝利）
- 1982年産
  - マルブツファースト（父ゲイルーザック、金鯱賞）
- 1985年産
  - グリンモリー（父マルゼンスキー、新潟3歳ステークス）
- 1994年産
  - マチカネワラウカド（父スキャン、ウインターステークス、東海菊花賞、白山大賞典）

## エピソード
セントクレスピンが日本に輸入された際、この馬は勃起不全という、種牡馬として致命的な状態に陥っている事が判明した。このままでは種付けすることはできないが、原因が分からないため獣医が治療を試みても効果が無く、関係者一同が頭を抱えていたという。
そんな時に、たまたま北海道を訪れていた調教師の矢野幸夫が、凱旋門賞馬であるセントクレスピンを興味半分に見物に来た。矢野が馬体に触れてゆくと、背骨の並びに僅かなズレを発見。そのズレを木槌で叩いて整復すると、セントクレスピンの勃起不全は嘘のように治り、種付けが可能になったという。

## 血統表
| セントクレスピンの血統 | セントクレスピンの血統                             | セントクレスピンの血統                             | （血統表の出典）                                   | （血統表の出典） |
| 父系                   | オリオール系                                       | オリオール系                                       | オリオール系                                       | [ § 2 ]          |
| 父 Aureole 1950 栗毛   | 父の父Hyperion 1930 栗毛                           | Gainsborough                                       | Bayardo                                            | Bayardo          |
| 父 Aureole 1950 栗毛   | 父の父Hyperion 1930 栗毛                           | Gainsborough                                       | Rosedrop                                           |                  |
| 父 Aureole 1950 栗毛   | 父の父Hyperion 1930 栗毛                           | Selene                                             | Chaucer                                            | Chaucer          |
| 父 Aureole 1950 栗毛   | 父の父Hyperion 1930 栗毛                           | Selene                                             | Serenissima                                        |                  |
| 父 Aureole 1950 栗毛   | 父の母Angelola 1946 鹿毛                           | Donatello                                          | Blenheim                                           | Blenheim         |
| 父 Aureole 1950 栗毛   | 父の母Angelola 1946 鹿毛                           | Donatello                                          | Delleana                                           |                  |
| 父 Aureole 1950 栗毛   | 父の母Angelola 1946 鹿毛                           | Feola                                              | Friar Marcus                                       | Friar Marcus     |
| 父 Aureole 1950 栗毛   | 父の母Angelola 1946 鹿毛                           | Feola                                              | Aloe                                               |                  |
| 母 Neocracy 1944 栗毛  | 母の父Nearco 1935 黒鹿毛                           | Pharos                                             | Phalaris                                           | Phalaris         |
| 母 Neocracy 1944 栗毛  | 母の父Nearco 1935 黒鹿毛                           | Pharos                                             | Scapa Flow                                         |                  |
| 母 Neocracy 1944 栗毛  | 母の父Nearco 1935 黒鹿毛                           | Nogara                                             | Havresac                                           | Havresac         |
| 母 Neocracy 1944 栗毛  | 母の父Nearco 1935 黒鹿毛                           | Nogara                                             | Catnip                                             |                  |
| 母 Neocracy 1944 栗毛  | 母の母Harina 1933 鹿毛                             | Blandford                                          | Swynford                                           | Swynford         |
| 母 Neocracy 1944 栗毛  | 母の母Harina 1933 鹿毛                             | Blandford                                          | Blanche                                            |                  |
| 母 Neocracy 1944 栗毛  | 母の母Harina 1933 鹿毛                             | Athasi                                             | Farasi                                             | Farasi           |
| 母 Neocracy 1944 栗毛  | 母の母Harina 1933 鹿毛                             | Athasi                                             | Athgreany                                          |                  |
| 母系(F-No.)            | (FN:22-a)                                          | (FN:22-a)                                          | (FN:22-a)                                          | [ § 3 ]          |
| 5代内の近親交配        | Blandford 5×3、Chaucer 4×5、Canterbury Pilgrim 5×5 | Blandford 5×3、Chaucer 4×5、Canterbury Pilgrim 5×5 | Blandford 5×3、Chaucer 4×5、Canterbury Pilgrim 5×5 | [ § 4 ]          |
| 出典                   | 1. 2. 3. 4.                                        | 1. 2. 3. 4.                                        | 1. 2. 3. 4.                                        | 1. 2. 3. 4.      |